# Konexe
Konexe (z lat. connexio = spojení, styk, svázání) je pravidlo pro paralelní přenos vektorů a tenzorů mezi různými body variety. V moderní geometrii existují různé typy konexí. Jednou ze základních konexí je afinní konexe (lat. affinis = sousední, spojený, příbuzný), která umožňuje paralelně přenášet vektory podél křivek a zavést tzv. geodetické křivky. Ty hrají analogickou roli jako přímky v eukleidovském prostoru.
Konexe určuje, jakou korekci je potřeba s hodnotami složek vektorů a tenzorů popisujících vektorové pole udělat, aby tyto složky vyjadřovaly objektivní hodnoty těchto polí, nezávisle na lokálních geometrických podmínkách a použité souřadnicové soustavě.